# Die Rettungsflieger/Staffel 6
Die sechste Staffel der deutschen Notfall- und Rettungsserie Die Rettungsflieger feierte ihre Premiere am 3. April 2002 auf dem Sender ZDF. Das Finale wurde am 5. Juni 2002 gesendet.
Die zehn Episoden der sechsten Staffel wurden am mittwöchlichen Vorabend auf dem 19:25-Uhr-Sendeplatz erstausgestrahlt und werden seit der Einstellung der Fernsehserie im Jahr 2007 regelmäßig im Nachmittagsprogramm von ZDF und Nachmittags- und Vorabendprogramm von ZDFneo wiederholt.

## Darsteller
| Rollenname       | Dienstgrad     | Beruf             | Schauspieler    |
| ---------------- | -------------- | ----------------- | --------------- |
| Alexander Karuhn | Major          | Pilot             | Matthias Leja   |
| Jan Wollcke      | Hauptfeldwebel | Bordtechniker     | Oliver Hörner   |
| Ilona Müller     | Stabsarzt      | Notärztin         | Julia Heinemann |
| Thomas Asmus     | Oberbootsmann  | Rettungsassistent | Ulrich Bähnk    |
| Jens Blank       | Hauptmann      | Pilot             | Nicolas König   |
| Sabine Petersen  | Oberstabsarzt  | Notärztin         | Marlene Marlow  |

## Episoden
| Nr. (ges.) | Nr. (St.) | Originaltitel            | Erstausstrahlung D | Regie           |
| --- | --------- | ------------------------ | ------------------ | --------------- |
| 40 | 1         | Auf Knall und Fall       | 3. Apr. 2002       | Thomas Jacob    |
| Während sich Jan Wollcke über die Pläne seiner Noch-Ehefrau, die ihren gemeinsamen kleinen Sohn mit auf eine Modelreise durch die Welt nehmen will, ärgert, erhält Major Alexander Karuhn von Mutter seines Sohnes Benny eine schreckliche Nachricht, dieser hätte in Australien einen schweren Unfall mit einem Sportflieger gehabt. Sofort versucht der Major, Urlaub zu bekommen und mit der Mutter nach Australien zu reisen, doch dieser Versuch gestaltet sich schwieriger als gedacht, denn im Geschwader ist kein freier Pilot verfügbar und so muss Alexander Karuhn weiterhin Dienst schieben. Als Bennys Mutter gerade mit dem Taxi zum Flughafen fahren will, kommt allerdings doch noch ein Ersatz für den Pilotenposten des SAR 71: Hauptmann Jens Blank. Doch dieser entpuppt sich mit seiner rauen Art als weniger teamtauglich und gerät mit Bordtechniker Jan Wollcke aneinander. Derweil führt der nächste Einsatz die Crew zu einem Unfall mit einem Auto: Ein kleiner Sohn hatte am Auto seiner Mutter gespielt und sie dabei eingeklemmt, doch der bereits am Einsatzort anwesende Notarzt ist vollkommen überfordert und Dr. Ilona Müller wird sehr deutlich gegenüber ihrem Kollegen. Am Abend versucht die Notärztin dann sich Hauptmann Blank anzunähern. Gastdarsteller: Daniela Ziegler als Katja Talheim, Lutz Mackensy als Herr von Kramm, Steffen Münster als Schöninger |           |                          |                    |                 |
| 41 | 2         | Wollckes Wagnis          | 10. Apr. 2002      | Thomas Jacob    |
| Das Team, welches nun mit Hauptmann Jens Blank als Pilot fliegt, wird zu einer Schlägerei gerufen. Die Überraschung ist vor allem für Rettungsassistent Thomas Asmus besonders groß, denn sein Sohn Joschi und dessen Freunde sind in den Konflikt mit den jugendlichen Drogendealern verwickelt. Als die Crew in das Rettungszentrum zurückkommt, wartet dort Jan Wollckes Noch-Ehefrau Iris und die beiden sprechen sich über ihre aktuelle Situation aus. Währenddessen integriert sich Jens Blank besser in das Team der Rettungsflieger. Gastdarsteller: Michael Gahr als Hofner, Angelika Perdelwitz als Maria |           |                          |                    |                 |
| 42 | 3         | Zwischen Himmel und Erde | 17. Apr. 2002      | Thomas Jacob    |
| Major Alexander Karuhn kehrt aus Australien zurück und übernimmt wieder den Posten des Piloten im Rettungshubschrauber. Hauptmann Blank ist enttäuscht, denn er wäre noch gerne beim Team geblieben und somit Notärztin Dr. Ilona Müller, in die er sich verliebt hat, nähergekommen. Doch als die beiden sich zu einem romantischen Abendbrot treffen, gesteht Ilona Müller dem Piloten die Hintergründe ihres annähernden Verhaltens. Der Hauptmann ist tief verletzt und verlässt auf der Stelle das Restaurant. Als die Rettungsflieger am nächsten Tag zum Absturz einer Cessna auf dem Gelände eines Chemiewerks gerufen werden, herrscht das pure Chaos. Der Cessna-Besatzung kann nicht mehr geholfen werden, doch als sich Dr. Ilona Müller gerade um einen verletzten Feuerwehrmann kümmert, fällt ein großes Teil der verunglückten Cessna auf die Notärztin und verletzt diese schwer. Das ganze Team ist schockiert und auch Hauptmann Blank, der soeben mit der Crew eines anderen Rettungshubschraubers am Unfallort angekommen ist, eilt zur Hilfe, jedoch ist Dr. Ilona Müller so schwer verletzt, dass ihre Crew um Pilot Alexander Karuhn, Bordtechniker Jan Wollcke und Rettungsassistent Thomas Asmus gemeinsam mit dem Notarzt der Fliegerstaffel Diepholz, Dr. Thomas Samek, ins Krankenhaus fliegen und hoffen können. Gastdarsteller: Thomas Schüler als Schulz, Amorn Surangkanjanajai als Herr Wang, Hans Garbaden als Polizist, Stefan Schreck als Feuerwehr-Einsatzleiter, Thomas Samek als Dr. Thomas Samek                                  |           |                          |                    |                 |
| 43 | 4         | Zum Dessert              | 24. Apr. 2002      | Thomas Jacob    |
| Gerade als Pilot Alexander Karuhn und Bordtechniker Jan Wollcke zum Dienstbeginn im Rettungszentrum eintreffen, finden sie eine wildfremde Person im Rettungshubschrauber SAR 71 vor. Während der Major sofort nach dem Wachdienst verlangt, hat der Hauptfeldwebel nur Augen für die schöne Frau. Die beiden Besatzungsmitglieder sind vollkommen überrascht, als sie feststellen, dass Oberbootsmann Thomas Asmus die Frau erkennt und ihnen als Oberstabsarzt Dr. Sabine Petersen vorstellt: Sie ist die neue Notärztin des SAR 71. Diese Neubesetzung ärgert vor allem Pilot Alexander Karuhn, der darauf gehofft hatte, dass Stabsarzt Dr. Ilona Müller demnächst zurückkehren würde. Er steht der Neuen sehr kritisch gegenüber, zumal sie, wesentlich jünger als er selbst, auch noch Oberstabsarzt ist. Währenddessen führen die Einsätze die Crew in ein Restaurant, wo ein Küchenjunge eine Lebensmittelvergiftung erlitten hat, und zu einem Autounfall mit einem kleinen Jungen. Doch Alexander Karuhn kann sich mit der Art seiner neuen Notärztin nicht anfreunden und als diese dann auch noch von einem Piloten aus Ulm, ihrer alten Dienststelle am SAR 75, schwärmt, platzt dem Major der Kragen und er stellt sie zur Rede. Als der erste Einsatz des folgenden Tages wieder ein bekanntes Gesicht des vergangenen Tages zu Tage führt ist das Team überrascht. Gastdarsteller: Christin Baechler als Stefanie, Sophie Steiner als Melanie, Frank Vockroth als Schmandke, Uwe Zerbe als Kröber                                                          |           |                          |                    |                 |
| 44 | 5         | Hitzefrei                | 1. Mai 2002        | Rolf Liccini    |
| In Hamburg ist es extrem heiß. Die Rettungsflieger werden zu unzähligen Einsätzen gerufen: So werden sie zu einem Gemüseladen gerufen, bei dem eine Frau zusammengebrochen ist, Dr. Sabine Petersen fürchtet, dass es ihre Mutter sein könnte, denn ihr gehört der Laden. Doch nicht ihre Mutter ist die Patientin, sondern eine junge Frau: Die Rettungsflieger müssen den Kreislauf der dehydrierten Frau stabilisieren und sich auf die Suche nach ihrem Auto machen, in dem sich ihr Baby befindet, welches der Hitze ausgesetzt ist. Als Thomas Asmus, Alexander Karuhn und Dr. Sabine Petersen sich nach Feierabend im Schwimmbad treffen, ist die Überraschung groß, doch während Karuhn, der mit Jan Wollckes Sohn Richie unterwegs ist, eine Frau kennenlernt, entdeckt er in einem Schwimmbecken einen leblosen Körper und versucht gemeinsam mit seinen Kollegen das Leben des Jungen zu retten, was letztendlich auch gelingt. Als die Rettungsfliegercrew des SAR 71 eintrifft, die soeben das Team um Notärztin Dr. Sabine Petersen im Rettungszentrum abgelöst hatte, ist deren Überraschung über ihre Kollegen sehr groß. Währenddessen kauft sich Bordtechniker Jan Wollcke ein Motorrad, um die neue Notärztin beeindrucken zu können. Gastdarsteller: Heidrun Gärtner als Gaby Wittmann, Ursula Heyer als Sabine Petersens Mutter |           |                          |                    |                 |
| 45 | 6         | Das Trauma               | 8. Mai 2002        | Rolf Liccini    |
| Ein Schornsteinfeger verunglückt bei seiner Arbeit und muss vom Team der Rettungsflieger mittels Winsch gerettet werden. Auch muss die Crew einen jungen Mann, der versucht hat, Benzin über einen Schlauch aus dem Tank eines Autos zu klauen und dabei Benzin verschluckt hat, retten. Dr. Sabine Petersen kommt die Taktik bekannt vor, denn auch ihr wurde vor kurzem Benzin geklaut. Wenig später wird das Team zu einem Unfall gerufen: Ein junges Paar ist mit einem Motorrad von einem Lkw erfasst worden: Die junge Frau ist sofort tot und Dr. Sabine Petersen ist am Boden zerstört. Die Notärztin bricht verängstigt zusammen und berichtigt dann ihren Kollegen von einem Trauma aus ihrer Pubertät, was sie zu ihrem Entschluss Notärztin zu werden geführt hat. Der Bordtechniker Jan Wollcke, der sich soeben ein Motorrad gekauft hat, verspricht seiner Kollegen das Motorrad wieder zu verkaufen. Währenddessen muss Pilot Alexander Karuhn, der mit Hilfe von Jan Wollckes Sohn Richie eine Frau – Astrid Shariatzadeh – kennengelernt hat, seiner Astrid das provozierte Missverständnis um „seinen Sohn“ Richie aufzulösen. |           |                          |                    |                 |
| 46 | 7         | Missverständnisse        | 15. Mai 2002       | Rolf Liccini    |
| Bei Wartungsarbeiten spielen zwei Mechaniker an einem Aufzug herum, einer der beiden stürzt in die Tiefe und wird schwer verletzt. Die Rettungsflieger müssen schnell handeln. Währenddessen hört der Gefreite Homann bei einem Gespräch von Thomas Asmus und einer Ehefrau Ute mit und verbreitet das Gerücht einer möglichen Schwangerschaft und bringt Thomas damit in einen verzwickte Lage. Als das Team zum nächsten Einsatz gerufen wird, sind sie überrascht, als plötzlich Nina, die Tochter von Thomas Asmus, auftaucht und den Fahrlehrer ihrer Freundin die Schuld an dem Unfall zuweist. Der letzte Einsatz des Tages führt die Crew dann in eine Druckerei, in der ein Mann sich schwer verletzt hat. Derweil versucht Alexander Karuhn weiterhin das Missverständnis zwischen ihm und Astrid Shariatzadeh um „seinen Sohn“ zu klären, doch Dr. Sabine Petersen kommt ihm unfreiwillig zufuhr und löst damit einen Streit los, der auch die Stimmung im Team schwer belastet. Gastdarsteller: Thommi Baake als Detlev Meurer, Michael Schönborn als Kramer, Esther Seibt als Diana |           |                          |                    |                 |
| 47 | 8         | Gefährliche Hochzeit     | 22. Mai 2002       | Rolf Liccini    |
| Ein Rettungseinsatz führt das Team der Retter vom SAR 71 zur Hochzeit in eine Kirche, in der der Ex-Freund der Braut auf den Bräutigam mit einem Messer eingestochen hat. Zusätzlich hat er seine ehemalige Verflossene entführt. Dieser Einsatz wird das Team noch mehrfach am Tag beschäftigen. Gastdarsteller: Dieter Brandecker als Michael, Marbo Becker als Robert, Jürgen Beck-Rebholz als Erik |           |                          |                    |                 |
| 48 | 9         | Voller Überraschungen    | 29. Mai 2002       | Christian Stier |
| Die Rettungsflieger werden zu einem Einsatz auf eine Baustelle gerufen, doch die Situation entpuppt sich als schwieriger als vermutet, da der verletzte Bauarbeiter nicht von der Feuerwehr gerettet werden kann, da der Weg zur Unfallstelle nicht passierbar ist. Die Rettungsflieger müssen mit dem Hubschrauber versuchen den Betonbrocken mit dem Hubschrauber umzusetzen. Der nächste Einsatz wird dramatisch: Ein Jogger liegt verletzt auf einer Bahnstrecke und ein Museumszug rollt auf die Unfallstelle zu. Da es nicht möglich ist, den Zugführer über Handy oder Funk zu erreichen, müssen die Rettungsflieger eine Katastrophe verhindern. Gastdarsteller: Tayfun Bademsoy als Achmed, Carl Heinz Choynski als Schorsch, Wilfried Dziallas als Ernst |           |                          |                    |                 |
| 49 | 10        | Der Geburtstag           | 5. Juni 2002       | Christian Stier |
| Pilot Alexander Karuhn hat Geburtstag und die Crew des Rettungshubschrauber überrascht ihren Piloten mit einem Ständchen und Geschenken. Doch während das Team die Geburtstagsfeier am Abend im Rettungszentrum vorbereitet, unterbricht ein Einsatz die Organisation. Die Küchenhilfe eines Imbisses findet Rentnerin Alice Hartmann in ihrer Wohnung auf. Die Rentnerin leidet unter Angina Pectoris und möchte, dass ihr Hund im Rettungshubschrauber mitgenommen wird, doch da dies nicht möglich ist, packt sie ihr kurzerhand in ihre Reisetasche, doch dies fällt im Krankenhaus auf. Dr. Sabine Petersen verspricht der Frau, den Hund mit ins Rettungszentrum zu nehmen. Doch dort bückst Jule, die Hundedame, dem Gefreiten Homann aus und führt zu einer Suchaktion, von welcher letztendlich auch Oberstarzt Dr. Kettwig erfährt. Er ist ob des Regelverstoßes verärgert. Als der nächste Einsatz erneut zu dem Imbiss von Vormittag führt, sind die Retter vom SAR 71 verwundert, nicht nur dass der Einsatzort ihnen bekannt vorkommt, sondern auch als Bordtechniker Jan Wollcke im Funkverkehr mit der Flugüberwachung eine bekannte Stimme erkennt: Elke Kehding, die Ex-Freundin von Alexander Karuhn ist zurück von Eurocontrol in Paris und scheint wieder in Hamburg zu arbeiten. Pilot Alexander Karuhn versucht sie zunächst zu ignorieren, doch sie wird aufdringlich und taucht schließlich bei seiner Geburtstagsfeier im Rettungszentrum auf, was zu Spannungen zwischen ihr und Astrid Shariatzadeh, Karuhns aktueller Lebensgefährtin, führt. |           |                          |                    |                 |

## DVD-Veröffentlichung
Die DVD mit den Episoden der sechsten Staffel erschien am 24. April 2009.
Eine DVD-Box mit allen elf Staffeln der Rettungsflieger und dem Pilotfilm Vier Freunde im Einsatz erschien am 24. August 2012.